# Lucena del Puerto
Lucena del Puerto è un comune spagnolo di 2 862 abitanti al 2008 situato nella Provincia di Huelva nella comunità autonoma dell'Andalusia.